# Toto (Bühnenbildner)
Toto, auch Toto Toto, bürgerlicher Name Torsten Mittelstädt, (* 1961 in Magdeburg) ist ein deutscher Bühnenbildner.

## Leben und Werk
Toto studierte bei Volker Pfüller an der Kunsthochschule Berlin-Weißensee. Nach längerer Assistententätigkeit und Kostüm- und bühnenbildner an den Freien Kammerspielen Magdeburg und einzelnen Ausstattungen wurde er seit 2000 als freischaffender Bühnen- und Kostümbildner von zunächst überwiegend deutschsprachigen Theatern, aber auch nach Frankreich engagiert. So war er etwa am Staatstheater Braunschweig, Staatstheater Cottbus und der Oper Nürnberg, der Württembergischen Staatsoper Stuttgart und am Staatstheater am Gärtnerplatz München engagiert. Ihn führten Verpflichtungen an die Volksoper Wien, das Nationaltheater Weimar, die Volksbühne Berlin und die Theater in Bern und Dijon in der Schweiz. Außerdem war Toto sowohl an der Hochschule für Musik und Theater in Bern als auch an der Universität der Künste Berlin als Dozent tätig.
Eine langjährige Zusammenarbeit besteht mit dem Regisseur Thomas Enzinger, die unter anderem zu Engagements an der Oper Dortmund führte. Dort verantwortete er die Ausstattung etwa von Das Land des Lächelns und Im weißen Rößl sowie 2021 von Die lustige Witwe.
Auch für den MDR und für UNICEF war Toto aktiv. Seine Entwürfe und grafischen Werke waren in Berlin, Karlsruhe, Kassel, Magdeburg und  Wernigerode ausgestellt.

## Ausstellungen (Auswahl)
- 2011: Toto – Bühne und Kostüm. Galerie im Ersten Stock, Wernigerode